# Luminița Gheorghiu
Luminița Gheorghiu (Bucarest, 1º settembre 1949 – Bucarest, 4 luglio 2021) è stata un'attrice rumena, vincitrice dell'Orso d'oro al Festival di Berlino e di un Premio Gopo.

## Biografia
Considerata una delle più grandi e importanti attrici del cinema rumeno contemporaneo, Luminița Gheorghiu si laurea nel 1972, all'Istituto di Arti Teatrali e Cinematografiche a Bucarest. Dopo una lunga carriera teatrale, esordisce al cinema nel 1980, con il film Labirintul. Nel 2007 interpreta Gina nel cult rumeno 4 mesi, 3 settimane, 2 giorni. Per questo ruolo viene candidata al Premio Gopo (l'equivalente rumeno dell'Oscar) e diventa famosa a livello internazionale. Nel 2006 è la coprotagonista del film La morte del signor Lazarescu: vince così il Los Angeles Film Critics Association. Continua a farsi conoscere interpretando Minerva Dumitrescu nella serie TV Pariu cu viata, dal 2011 al 2013. Nel 2013 consacra la sua fama: prende parte al film Il caso Kerenes, nel ruolo della protagonista, Cornelia Kerenes. Grazie a questo ruolo, la Gheorghiu vince il prestigioso Orso d'oro al Festival di Berlino e viene candidata al Nastro d'argento. È morta, a causa di un tumore, il 4 luglio 2021, all'età di 71 anni.

## Filmografia

### Cinema
- I Moromete, regia di Stere Gulea (1987)
- Storie (Code inconnu: Récit incomplet de divers voyages), regia di Michael Haneke (2000)
- Maria, regia di Călin Peter Netzer (2003)
- La morte del signor Lazarescu (Moartea domnului Lăzărescu), regia di Cristi Puiu (2005)
- A Est di Bucarest (A Fost sau n-a fost?), regia di Corneliu Porumboiu (2006)
- 4 mesi, 3 settimane, 2 giorni (4 luni, 3 săptămâni și 2 zile), regia di Cristian Mungiu (2007)
- Silent Wedding (Nunta mută), regia di Horațiu Mălăele (2008)
- Francesca, regia di Bobby Paunescu (2009)
- Il caso Kerenes (Poziția copilului), regia di Călin Peter Netzer (2013)

## Riconoscimenti
- Festival di Berlino
  - 2013 – Orso d'oro alla miglior attrice per Il caso Kerenes
- Premio Gopo
  - 2008 – Candidatura alla miglior attrice non protagonista per 4 mesi, 3 settimane, 2 giorni
  - 2014 – Miglior attrice per Il caso Kerenes
- Los Angeles Film Critics Association
  - 2006 – Miglior attrice non protagonista per La morte del signor Lazarescu
- European Film Award
  - 2014 – Candidatura alla miglior attrice per Il caso Kerenes
- Nastro d'argento
  - 2014 – Candidatura alla miglior attrice per Il caso Kerenes

## Doppiatrici italiane
Nelle versioni in italiano delle opere in cui ha recitato, Luminița Gheorghiu è stata doppiata da:
- Aurora Cancian in Il caso Kerenes